# Росава (співачка)
Роса́ва (справжнє ім'я: Олена Янчук; * 1978, м. Сквира, Київська область) — українська співачка. У своїй творчості Росава поєднує сучасну живу та електронну музику із традиціями українського фольклорного жіночого співу. Переможниця фестивалю «Червона рута–1999».

## Життєпис
Народилася в музичній родині — батько керував духовим оркестром та грав на весіллях, мати співала в самодіяльному вокальному ансамблі. Після закінчення музичної школи займалася з приватним викладачем вокалу. 
У 1994 році взяла участь у конкурсі юних талантів «Орфей» (м. Біла Церква), отримала приз за найкращий сценічний образ, після чого була запрошена на Всеукраїнський конкурс «Ура» (м. Київ), де отримала третю премію. Того ж року Олена Янчук виграла стипендію та поїхала вчитися до коледжу Lester B. Pearson (Канада). Там, окрім англійської та економіки, вона вивчала музику (клас академічного i джаз-вокалу), а також теорію й історію музики. 
1996 року Росава повернулася додому та знову займалася з приватним викладачем. У
У 1997 році Олена вступила до Інституту міжнародних відносин. 
У 1998 році взяла участь у зйомках музичного фільму «Бери шинель». В основний склад конкурсантів фестивалю «Червона Рута» у 1999 році в Дніпропетровську Олена Янчук потрапила з резерву. Та місяць навчання у школі-майстерні фестивалю, де нею опікувався Едуард «Діля» Приступа (на той час учасник гурту Танок на майдані Конґо), не пройшли даремно — Олена Янчук виборола Першу премію в номінації попмузики та Приз глядацьких симпатій. Восени того ж року вона знову виборола Першу премію - цього разу на львівському фестивалі «Майбутнє України». Там вона і гурт музикантів, що її супроводжували, вперше виступили під назвою Росава. За грошові винагороди від цих перемог взимку 2000-го були сфільмовані відразу два співовиди - влітку вони були презентовані разом з максі-синглом "Росава". Повноцінного довгограю довелося чекати ще півтора року - за продюсування Ділі альбом «Просто Неба» записувався у студії «Гадюкіни Рекордс» за участю музик з гуртів «Танок на Майдані Конґо» та «Ghurt Yo Ghurt». Запис концептуального альбому «Зозуля і Тиша» затягувався, і навесні 2003-го співовидом «Дівчина така Я» був анонсований однойменний танцювальний альбом. Він був готовий восени, та в останню мить Росава змінила свої плани — підсилений танцювальними забійниками, був перевиданий дебютний альбом «Просто Неба». Решту пісень вирішили переаранжувати для «Зозулі і Тиші» — але навесні 2004-го Росава забракувала й ці записи. До студійної роботи вона повернулася аж під кінець року з наміром записати платівку дитячих колисанок — альбом з назвою «Колисанки» вийшов у лютому 2006 року.
У 2008 перевидає альбом «Просто неба». У 2009 році виходить альбом «Тепер I потім».

## Дискографія
- 2001 — Просто неба
- 2006 — Колисанки
- 2007 — LoTus feat. Rosava
- 2008 — Просто неба (Перевидання)
- 2009 — Тепер І потім
- 2013 — Радість

## Кліпи
- «День&Ніч»
- «Така я»
- «Обійми»
- «Спи, маленький козачок»
- «Наша Україна» (кліп на підтримку кандидата у президенти України Віктора Ющенка)